# New Adventures of Batman and Robin, the boy-wonder
New Adventures of Batman and Robin, the boy-wonder és una sèrie de 15 episodis dirigida per Spencer Gordon Bennet el 1949, de Columbia Pictures. És una seqüela de la sèrie Batman de 1943, interpretada per actors diferents. Robert Lowery va interpretar Batman i Johnny Duncan Robin, mentre que entre els actors secundaris hi havia Jane Adams com a Vicki Vale i el veterà actor Lyle Talbot com a comissari Gordon.
Les sèries es van reeditar com a títols de Video On Demand per Rifftrax, el projecte d'antics alumnes dels membres del Mystery Science Theatre 3000 Michael J. Nelson, Kevin Murphy i Bill Corbett. A partir de setembre de 2014, es va publicar la sèrie sencera.

## Argument
El Professor Hammil ha creat un dispositiu que li permet controlar tot vehicle a distància. La seva invenció és amagada. Batman i Robin, ajudats per la periodista Vicki Vale, marxen a la recerca d'aquest invent que ha caigut en males mans.

## Repartiment
- Robert Lowery: Batman/Bruce Wayne
- Johnny Duncan: Robin/Dick Grayson
- Jane Adams: Vicki Vale
- Lyle Talbot: Comissari Jim Gordon
- William Fawcett: Professor Hammil
- Eric Wilton: Alfred Pennyworth
- Ralph Graves: Winslow Harrison
- Don C. Harvey: Nolan
- Leonard Penn: Carter
- Rick Vallin: Barry Brown
- Michael Whalen: Dunne
- Greg McClure: Evans
- House Peters Jr.: Earl
- Jim Diehl: Jason
- Rusty Wescoatt: Ives

Font: